# Juicio por la Verdad
Le Juicio por la Verdad (ou Procès pour la vérité) est un dispositif juridique argentin n'entraînant aucune sanction, établi dans une démarche de vérité à la suite de la dictature militaire dans le pays entre 1976 et 1983. Il trouve son origine dans une plainte déposée par Carmen Aguiar de Lapacó en 1995 afin d'obtenir la satisfaction du « droit à la vérité et au deuil » alors que les diverses amnisties promulguées (les décrets de Carlos Menem et les deux lois, dite du Point final et de l'Obéissance due) avaient empêché toute poursuite au pénal contre les crimes commis lors de la dictature. Emilio Mignone, président du Centre d'études légales et sociales (CELS), a aussi joué un rôle important dans la mise en place de ces procès symboliques.
Ils ont d'abord eu lieu à la Chambre fédérale de La Plata et visent à reconnaître le sort des desaparecidos. Ainsi, depuis septembre 1998, le tribunal de La Plata ouvre audience publique tous les mercredis à ces fins [réf. nécessaire].
La Cour suprême a rejeté la plainte de Lapacó, mais à la suite de la condamnation de l'Argentine par la Commission interaméricaine des droits de l'homme, un règlement à l'amiable eut lieu en 2000 ouvrant cette possibilité.
Plus de 2 200 affaires sont passées devant ce tribunal, faisant témoigner plus de 800 victimes. Certaines affaires pénales ont été élaborées à partir des faits découverts lors de ces procès symboliques, comme ceux contre le père Christian von Wernich et le militaire Miguel Etchecolatz, le premier à avoir été jugé coupable de participation à un génocide.